# Trogopterus xanthipes
Trogopterus xanthipes is een zoogdier uit de familie van de eekhoorns (Sciuridae). De wetenschappelijke naam van de soort werd voor het eerst geldig gepubliceerd door Milne-Edwards in 1867.

## Voorkomen
De soort komt voor in China.